# 基督教改革宗長老會
台灣基督教改革宗長老會（Reformed Presbyterian Church in Taiwan, RPCT；白話字：Ki-tok-kàu Kái-kek-chong Tiúⁿ-ló-hōe）於1971年正式成立，當時由多個保守的長老會及歐陸改革宗教會聯合組成改革宗長老會第一區會，這些教會由多個宣教團體所拓殖。 其起源可追溯至1950年代，首批長老會及歐陸改革宗宣教士抵達台灣時。

## 歷史

### 1950至1960年代：改革宗再度傳入台湾
改革宗最早在台灣發展是在荷蘭殖民時期，由干志士(George Candidius)等荷蘭宣教師，隨著東印度公司在大員的發展帶進台灣。甚至建設了台灣最早的神學教育機構蕭壠神學院，只是隨著鄭成功攻台而消逝。近代改革宗在台灣的宣教工作，是從1950年代開始的。

#### 正信長老教會
1950年3月，正信長老教會 (Orthodox Presbyterian Church, OPC)在安德烈牧師 (Rev. Egbert W. Andrews) 帶領下，通過外國宣教委員會開始在台灣的宣教工作。隨後在1951年2月，葛理芬牧師 (Rev. Richard B. Gaffin, Sr.) 從上海航行到台灣，1954年10月又加入約翰斯頓牧師 (Rev. John D. Johnston) 。他們很快就分頭展開宣教工作，安德烈牧師在台北，葛理芬牧師在台中，約翰斯頓牧師在新竹縣。到1960年代末，OPC宣教團已在台灣7個主要城市建立了8個堂會和佈道所。 

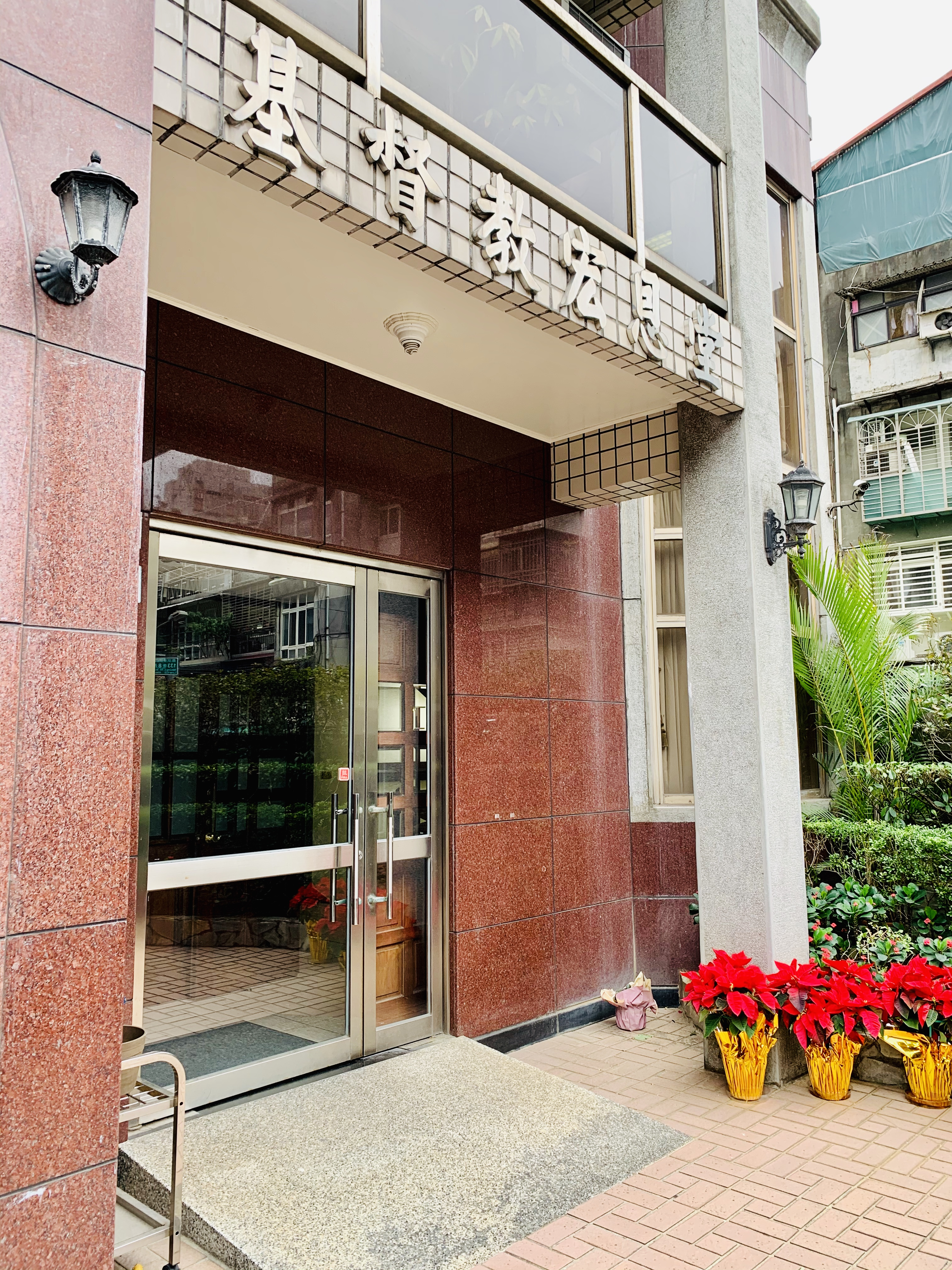
改革宗長老會宏恩堂

#### 北美基督教改革宗教會
北美基督教改革宗教會 (Christian Reformed Church, CRC) 在與OPC宣教團協商後，也開始在台灣的宣教工作。以包德小姐 (Miss Lillian Bode) 所帶領的宣教師，在1953年3月1日抵達台灣後，與OPC的宣教士合作。 這些宣教士在台北共同創立了一個改革宗團契，定期舉行崇拜。  1956年，改革宗團契分為兩個群體。約十年之後，這兩個群體成為近代台灣本地最早的改革宗長老會教會。即改革宗長老會信安教會和改革宗長老會宏恩堂。1958年CRC於派遣他們的第二位宣教士任以撒牧師 (Rev. Isaac C. Jen) 到台灣服事。 此外，一兩年內又派遣了柯斯頓牧師夫婦 (Rev. and Mrs. William Kosten) 和葛瑞特小姐 (Miss Winabelle Gritter) 。同時，又成立了加爾文神學培訓學院 (Calvin Theological Training Institute, CTTI) ， 1963年時註冊學生已達到9人。  1966年，包德小姐完成了她在台灣的宣教工作。另外兩位牧師，范德波爾牧師 (Rev. Mike Vander Pol) 和唐崇平牧師 (Rev. Peter Tong，佈道家唐崇榮的哥哥) 被呼召成為台灣的宣教士。 CRC宣教士共建立了4個教會，有290名會員。 

#### 韓國基督長老教會高神派
韓國的韓國基督長老教會高神派（고신, Koshin），也從在1958年5月開始，派遣了金榮進牧師 ，劉煥俊牧師等宣教士來台宣教。他們建立了11間教會，共有500名會員。
一開始，這些宣教士希望與本土的台灣基督長老教會 (Presbyterian Church in Taiwan, PCT) 合作，並不打算建立自己的宗派。他們與PCT所屬的教會和神學院之間，有非正式的合作關係。然而，到1950年代末期，由於PCT越來越自由化，不遵循改革宗準則。因此，宣教士決定建立自己認信的改革宗教會。

#### 台灣長老會和改革宗宣教理事會
1964年6月1日，"台灣長老會和改革宗宣教理事會 (The Presbyterian and Reformed Missions Council on Taiwan, PRMC)" 由五個不同的宣教團體成立。包含了正信長老教會 (OPC) 宣教團、韓國基督長老會（高神派）宣教團、紐西蘭改革宗教會 (Reformed Churches of New Zealand, RCNZ) 宣教團、北美基督教改革宗教會 (CRC) 宣教團，以及由聖經長老教會 (Bible Presbyterian Church, BPC) 派遣的獨立宣教機構：世界長老會宣教團 (World Presbyterian Missions)。 這些宣教團體還共同合作於1966年10月建立了加爾文聯合神學院 (Calvin United Theological College)。
1966年10月31日，台灣長老會和改革宗宣教理事會(PRMC)決定創立一個新的宗派。這個宗派將是本地、保守、認信和改革宗的，這就是台灣基督教改革宗長老會 (RPCT) 的雛形。 

### 1970年代至今：台灣基督教改革宗長老會的成立、分裂和重新統一
原區會或第一區會於1971年3月1日成立，成為自治區會。然而，僅4年內，內部就發生了重大分裂。爭議的點在於宣教士擁有投票權的時間長短，以及投票權喪失之後的角色。最初計劃宣教士擁有4年的投票權，然後作為顧問留在會內。然而，PRMC中一些宣教團體對這個方案不滿意，從而導致分裂。 
分裂導致一些教會另外組成改革宗長老會的第二區會。也有一些教會成為獨立教會，或加入了台灣基督長老教會 (PCT)。
1975年分裂後，只有CRC宣教團留在原本的區會，也是從這時候開始有第一區會的說法。最初，第一區會仍然維持定期會議。但漸漸地，會議變得更加非正式和不頻繁，最終於1989年停止。此時，大多數改革宗長老會教會要不是加入第二區會或其他宗派，就是成為獨立教會或已經關門了。當CRC宣教團在2004年左右結束事工離開台灣時，第一區會只剩下2-3間教會。
分裂之後，來自OPC和美國長老會 (Presbyterian Church in America, PCA) 的宣教團體很快參與並第二區會展開合作（PCA於1970年代進入台灣）。後來韓國基督長老會合同派(예장합동Presbyterian Church in Korea (HapDong)) 的宣教團也加入。然而，OPC和PCA宣教團只會定期作為觀察員參加第二區會的會議，並且OPC在1990年代初期，也撤出在台灣的事工。這時候，雖然第二區會穩定的定期召開會議。但並非所有的教會都熱衷於實踐改革宗認信。因此，有一些教會雖然在區會中，但並沒有參加第二區會的定期會議。
第二區會的現任議長是東光教會的林致騏牧師，前任議長是聯合二村教會史弘揚牧師 (Rev. Henry Shi)。
第一區會直到2008年，PCA牧師麥安迪 (Rev. Andrew McCafferty) 成為改革宗長老會宏恩堂的議長時，才終於開始復興。在麥安迪牧師和宏恩堂的努力下，第一區會的會議於2012年左右恢復。一些曾經是第一區的教會重新加入，並也將他們植堂的教會也帶進來。重組後的第一區會的現任議長是麥安迪牧師。
截至目前，第一區會和第二區會保持著非常密切的關係。兩個區會都積極尋求完全重新統一並為整個RPCT宗派建立總會。依照改革宗長老會的原則，有三個區會才可以組成總會。
基督教改革宗長老會遵循普世信條(Ecumenical Creeds)、三大合一信條 (Three Forms of Unity) 和韋斯敏斯特準則 (Westminster Standards)。然而，由於該宗派複雜的歷史，改革宗長老會內的一些教會並沒有嚴格遵循這些改革宗信仰告白 (Reformed confessions of faith)；對那些已經沒有參與第一或第二區會，但仍然正式自稱為改革宗長老會的教會尤其如此。
與台灣基督長老教會不同，改革宗長老會不按立女性為長老或牧師，但女性可以擔任執事。

## 統計數據
至2008年，改革宗長老會在台灣有27間教會（其中2個是佈道所），約900名會員，和2個區會 (presbyteries)。其大多數會員說國語 ，但在崇拜中也使用台灣閩南語、客家話 和南島語系 的原住民族語。教會集中在台灣北部，新竹、桃園、台北、新北、基隆等地。但也開始往台中、台南開拓。  
改革宗長老會的許多傳人都接受了改革宗神學院 (China Reformed Theological Seminary, CRTS) 的培訓。雖然該宗派不直接參與經營改革宗神學院，但與它保持著非常密切的關係。因為改革宗神學宣教法人董事會成員大多數是RPCT長老或與RPCT合作的宣教士。
第一區會（原區會）的教會包括：
- 改革宗長老會宏恩堂（1966年創立）[14]
- 仁愛改革宗教會（2014年創立）
- 恩典山丘(Grace Sanxia, 三峽改革宗長老會)（2016年創立）
- 板橋主恩教會(Grace Banqiao) （2018年創立）
- 改革宗長老會恆約教會 (2024年創立)
- 台南改革宗教會（Tainan Reformed Church）(2025年創立)[25]

以下是屬於第二區會的一些教會：
- 改革宗長老會竹東教會（ 1963 年創立）[13]
- 改革宗長老會聯合二村教會（ 1967 年創立）
- 改革宗長老會松山教會（1969年創立）
- 改革宗長老會桃園教會（1976年創立）[26]
- 改革宗長老會永門教會(대만영문교회)（1987年創立）
- 希望教會（2003年創立）
- 改革宗長老會恩約教會（2013年創立）[27]

## 附屬與相關機構

### 教育和神學機構

#### 改革宗神學院

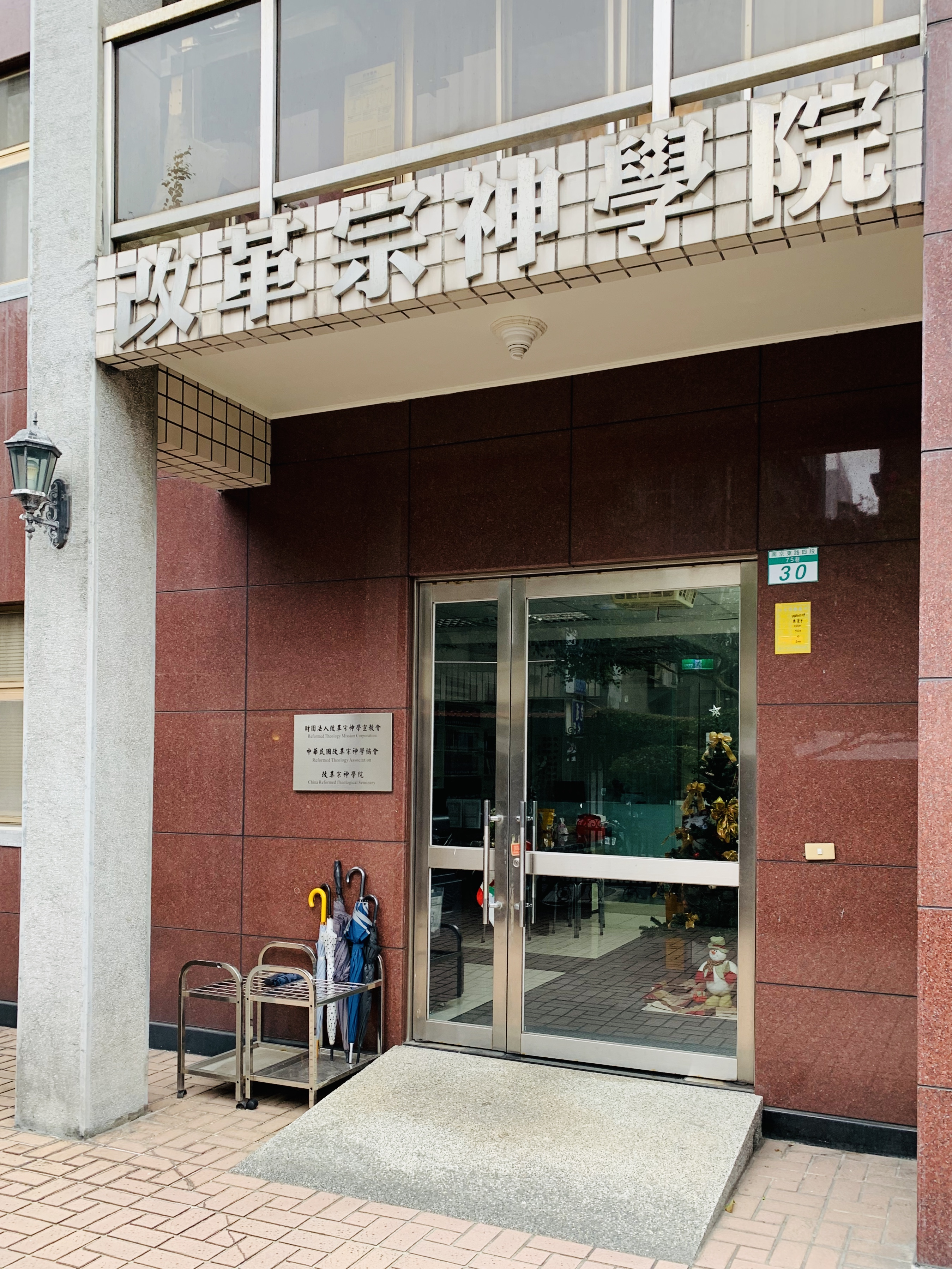
改革宗神学院

改革宗神學院是一所獲得亞洲神學協會 (ATA) 認證的神學院，與改革宗長老會宏恩堂位於同一棟建築中。1990年9月由韓國宣教士劉煥俊牧師 (Rev. Daniel W.J. Liu) 和其他幾位牧師（包括但不限於唐崇平、蔡以森、李德雄、馮希剛）創立。一開始是成立於改革宗長老會南港教會，於1996年正式遷至目前的位置。劉牧師擔任神學院的第一任院長，三年後轉為教務長。唐崇平牧師被董事會選為第二任院長。神學院最初名為中國神學院，1991年3月更名為中國改革宗神學院，2004年改為現名改革宗神學院。目前，神學院的董事會包括來自多方的代表，包括基督教改革宗長老會 (RPCT)、改革宗神學協會 (RTA)、美國長老會 (Presbyterian Church in America, PCA)、中華改革宗神學院之友 (FCRTS)、各種海外華人和各種校友。雖然規模小（在2019年春季學期只有約4名常駐教師，65名在校研究生和10名大學部學生），但它是台灣唯一認信的改革宗神學院。
改革宗神學院曾邀請來自多所神學院的客座教師，包括威斯敏斯特神学院、清教徒改革宗神學院 (Puritan Reformed Theological Seminary) 和改革宗神學院 (Reformed Theological Seminary)。
此外，改革宗神學院也被視為清教徒改革宗神學院（PRTS）的全球校區之一。 PRTS正與改革宗神學院合作，計劃於2020年在亚洲提供 PRTS 神學碩士學位課程。

#### 台北基督學院
台北基督學院於1959年由北美長老會 (PCUSA) 成員賈嘉美博士（Dr. James R. Graham Ⅲ）創立。該學校於1981年捐贈給美國長老會 (PCA)。雖然該學校從未與基督教改革宗長老會有正式關係，但幾位在該宗派範圍內工作的宣教士曾在那裡擔任教師和牧師。PCA的普世宣教 (Mission to the World, MTW) 也曾派遣宣教士到該學校。 

### 教會關聯機構

#### RTV 改革宗電視台
RTV台灣是一個在線平台，提供由改革宗或其他加爾文主義講者所做的講道、教學系列和講座影片，如约翰·派博(John Piper)、R.C.·史普羅 (R.C. Sproul)、D.A.·卡森 (D.A. Carson)、提姆太·凱勒 (Tim Keller)、馬克·瓊斯 (Mark Jones)、辛克萊·弗格森 (Sinclair Ferguson) 等許多人。這些影片配有中文字幕或是中文配音。

#### 珍愛家庭中心（FCC）
珍愛家庭中心 (FCC) 是一個於2004年12月成立的輔導中心。它旨在向教會和公眾推廣聖經輔導 (biblical counseling) 及其原則。他們使用的許多材料來自基督教輔導與教育基金會Christian Counseling and Educational Foundation (CCEF)的作品。

#### 改革宗翻譯團契
改革宗翻譯團契於2007年正式成立。然而，其歷史可以追溯到1940年代由塞繆爾·E·博伊爾 (Samuel E. Boyle) 和趙天恩 (Charles H. Chao) 創立的原團契。其目標是將改革宗信仰的深度和廣度介紹給中文讀者。翻譯主要涵蓋改教家 (Reformers) 的作品、後改革時期的著作、清教徒 (Puritans) 作品、舊普林斯頓傳統、新加爾文主義 (Neo-Calvinism) 的著作和當代福音派改革宗出版物。

#### 改革宗出版社 (RTF Publishing Co. Ltd.)
這是改革宗翻譯團契翻譯作品的出版社。其書店白馬驛站位於改革宗神學院和改革宗長老會宏恩堂對面。目前與一家咖啡館 - 永恆咖啡烘焙坊Eternity Coffee Roaster共享書店空間。改革宗翻譯出版社還經營自己的在線書店 CrtsBooks，並提供海外寄送服務。

#### 改革宗神學協會 (Reformed Theological Association)
協會旨在向華人基督教世界推廣改革宗信仰的理論和實踐方面，並支持如改革宗神學院、珍愛家庭中心、RTV改革宗電視台、改革宗翻譯團契等組織的工作。

#### 迦南翻譯出版社
由改革宗長老會台中恩約教會長老創立的出版社，主要出版基督教神學、教義、崇拜、門徒訓練等教會及信徒造就出版品。

#### 恩霖文字媒體事工
由迦南翻譯出版社詹長老2024年開始的基督教非營利文字媒體機構。